# Whitney Houston
Whitney Elizabeth Houston (født 9. august 1963 i Newark, New Jersey, død 11. februar 2012 i Beverly Hills, Californien) var en amerikansk pop- og R&B-sangerinde og skuespiller. Houston var også filmproducer, sangskriver og model.
Hun udsendte sit debutalbum i 1985, der både fik ros fra anmelderne og kommerciel succes. Indenfor tre år udgav hun syv singler i træk - bl.a I Wanna Dance with Somebody (Who Loves Me) i 1987 - der blev nummer et på den amerikanske Billboard Hot 100, en rekord der stadig ikke er slået. Hun var blandt den håndfuld sorte musikere, der blev spillet meget i de første år af MTV's levetid.
Houston fortsatte sin succes i 1990'erne med udgivelse af flere film og dertil hørende soundtracks. Af dem var det mest populære The Bodyguard fra 1992, hvor man bl.a. finder sangen "I Will Always Love You" (oprindeligt skrevet af Dolly Parton i 1973 og udgivet på albummet Jolene fra 1974).
Gennem det næste årti var hendes salgstal beskedne, og hendes privatliv blev genstand for meget opmærksomhed på grund af beskyldninger om stofmisbrug. Pr. maj 2022 havde Whitney Houston solgt mere end 220 millioner albums og singler.
I 2009 vendte Whitney Houston uventet tilbage med et nyt album "I Look To You". Det nye album strøg direkte til tops på U.S. Billboard 200 med 305.000 solgte albums den første uge. Dette slog også hendes album fra 2002 "Just Whitney", som solgte 205.000 eksemplarer den første uge.
Houston var gennem 14 år gift med musikeren Bobby Brown.

## Liv og karriere
Whitney Houston blev født i et middelklassekvarter i Newark, New Jersey som det tredje og sidste barn af John Russell Houston, der var i militæret, og gospelsanger Cissy Houston. Hendes mor, samt hendes kusiner Dionne Warwick og Dee Dee Warwick var alle kendte personer inden for gospel, R&B og soulmusik.
Houston var som teenager på tourné sammen med mor Cissy og gik nogle gange på scenen og optrådte sammen med hende. I 1978 sang hun baggrund vokal på Chaka Khans hit singlen "I'm Every Woman".
Med hjælp fra Jermaine Jackson og Narada Michael Walden udgav hun sit debutalbum i februar 1985 med titlen Whitney Houston.
Hun mødte Bobby Brown i 1989 og efter at have været sammen i 3 år blev de gift i 1992. Året efter fik de en datter, Bobbi Kristina Houston Brown, som blev Houstons eneste barn og hans fjerde.
Hendes første filmrolle var i 1992 i filmen The Bodyguard, hvor hun og Kevin Costner havde hovedrollerne. Filmen og det dertil hørende soundtrack blev en betydelig kommerciel succes.
Whitney Houston medvirkede tillige i filmen Sparkle fra 2012, der blev udsendt efter hendes død. Filmen, der var en genindspilning af filmen af samme navn fik blandede anmeldelser.

## Død
Den 11. februar 2012 blev Houston fundet død på Beverly Hilton Hotel i Beverly Hills, Californien. Paramedicinere fra Beverly Hills fandt sangeren og forsøgte at genoplive hende i omkring 20 minutter før hun blev erklæret død 3:55 PST Det lokale politi sagde at der var "ingen tydelige tegn på kriminelle hensigter".
22. marts 2012, meddelte retsmedicinerne at årsagen til Houston's død var drukning og "virkningen af iskæmisk hjertesygdom og brug af kokain".
Den 18. februar blev der holdt en stjernespækket mindehøjtidelighed for Whitney Houston i den samme kirke som Houston sang i som barn. Hendes familie samt nærmeste venner gennem tiden tog afsked med Whitney Houston med gospelmusik, samt taler fra bl.a. Kim Burrel, Whitneys gode veninde gennem de sidste 13 år, samt skuespilleren Kevin Costner, som Houston spillede overfor i Bodyguard. Stjerner som bl.a. Alicia Keys og Stevie Wonder sang for Houston. Sidst men ikke mindst blev Houstons største hit "I Will Always Love You" (Oprindeligt skrevet af Dolly Parton i 1973 og udgivet på albummet Jolene fra 1974) spillet, da hendes kiste blev båret ud af kirken.
Whitney Houstons datter Bobbi Kristina Brown døde 26. juli 2015 i en alder af 22 år.

## Diskografi
Studiealbum
- 1985: Whitney Houston
- 1987: Whitney
- 1990: I'm Your Baby Tonight
- 1998: My Love Is Your Love
- 2002: Just Whitney
- 2009: I Look to You

Filmmusik/lydspor
- 1992: The Bodyguard
- 1995: Waiting to Exhale
- 1996: The Preacher's Wife
- 1997: Cinderella
- 2012: Sparkle

Julealbum
- 2003: One Wish: The Holiday Album

Samlealbum
- 2000: Whitney: The Greatest Hits
- 2001: Love, Whitney
- 2004: Artist Collection: Whitney Houston
- 2007: The Ultimate Collection
- 2012: "I Will Always Love You: The Best of Whitney Houston"

Video/DVD
- 1991: Welcome Home Heroes with Whitney Houston
- 1997: Classic Whitney Concert
- 1999: VH1 Divas Live '99
- 2000: The Greatest Hits
- 2000: Fine
- 2002: Whatchulookinat Video/Whatchulookinat Behind-the-Scenes Footage/Love to Infinity Megamix Video
- 2004: Artist Collection: Whitney Houston